# Jueus
Els jueus (en hebreu: יְהוּדִים, Yëhûdim; i en jiddisch: ייִד, Yid), també coneguts com a poble jueu són una nació i un grup etnoreligiós que es van originar en els israelites o hebreus de l'antic proper orient. L'etnicitat, nacionalitat i religió jueva està estretament interrelacionada, ja que el judaisme és la confessió religiosa tradicional de la nació jueva. Al llarg del temps s'ha assimilat als conversos a la fe judaica i que no pertanyien al poble o nació jueva i han passat a formar part d'aquest grup humà.
Els membres del poble jueu s'anomenen ells mateixos am yisrael o poble d'Israel.
El nombre total de jueus és controvertit en gran part per raó de la comptabilització o no dels fills de matrimonis mixtos. Hi ha uns 13 milions de jueus. 5.393.000 viuen a Israel i 5.275.000 als Estats Units. Altres estats amb presència important de jueus són França (490.000), el Canadà (374.000), el Regne Unit (295.000), Rússia (225.000), Argentina (184.000), Alemanya (120.000), Austràlia (104.000) i el Brasil (96.000). A l'Estat espanyol hi ha uns 12.000 jueus.
El nom de jueu (יהודי - yëhûdí en hebreu) deriva del nom de la província romana de Judea hereva del Regne de Judà després del retorn de l'exili de Babilònia. Aquest nom al seu torn prové del patriarca bíblic "Yehudà" = Judà fill de Jacob que va donar lloc a la tribu de Judà d'on sortí la dinastia real d'Israel que establí la capital a Jerusalem.
Segons la tradició jueva, els orígens jueus són traçats des dels patriarques bíblics, Abraham, Isaac i Jacob, al segon mil·lenni aC. Actualment els jueus gaudeixen d'autonomia política a l'estat d'Israel, un estat localitzat en el lloc que ells consideren la seva llar d'origen, la Terra d'Israel. Aquesta es defineix a si mateixa com un estat jueu en les seves fonamentals, i és l'únic estat del món en què els jueus constitueixen una majoria de la població. A més a més, els jueus també han gaudit d'autonomia política dues vegades més durant la seva història antiga. La primera fou del 1350 al 586 aC, a l'època dels Jutges, durant la monarquia unida i la monarquia dividida dels regnes d'Israel i Judà, que es va acabar amb la destrucció del Temple de Salomó. La segona vegada fou el període del Regne d'Asmoneus, entre el 140 i el 37 aC des de la destrucció del Temple de Salomó, la diàspora jueva ha estat la llar de la majoria dels jueus. Excepte en l'estat modern d'Israel, els jueus han estat una minoria en tots els països en què han viscut i tot sovint han patit persecucions al llarg de la història, cosa que ha provocat canvis en la seva població segons les èpoques.
Pel que fa a la consideració religiosa d'un jueu aquest és qui viu sota els costums del Regne de Judà dictats per Déu (déu únic, monoteisme) al profeta Moisès i consignades segons la radició religiosa a la Torà i la llei oral recollida sobretot al Talmud.
Des de l'antiguitat la diàspora repartí els jueus en gran part del món molts d'ells adoptaren la llengua dels països on es trobaven però no pas els costums ni la religió.

## Etimologia
El terme jueu (hebreu: יהודי/Yehudí) procedeix de Judà (o Yehudà, en hebreu, que era un dels fills del patriarca bíblic Jacob). Judà (o la seva variant grega Judea) designava també a una entitat política que va existir a la regió oriental del Mediterrani, almenys des de mil anys abans de l'Era Comuna i fins un segle després. Els habitants de Judea eren els jueus, terme que després es va anar ampliant també als que havien emigrat des de Judea i als seus descendents. En català, el terme jueu procedeix del llatí judaeus, al seu torn derivat del grec Ioudaios (Ἰουδαῖος). Existeix equivalència etimològica en altres llengües, per exemple, Jude en alemany, juif en francès, judío en castellà, Jew en anglès, xudeu en gallec, chodigo en aragonès, fot en danès, zsidó en hongarès, etc. La paraula Jueu ('Lloa l'Etern') no apareix a la Torah (els 5 llibres de Moshéh), sinó que apareix en la resta dels llibres del Tanakh, no vol dir que la paraula Iehudi/Jueu ('Lloa l'Etern') sigui pejorativa davant la paraula ivrí/Hebreu.

## Jueus i judaisme
Fins al segle xviii, els vocables jueus i judaisme eren pràcticament sinònims. No obstant això, l'arribada de la Haskalà (il·lustració jueva) va suposar un canvi radical en la mentalitat de molts jueus que es van veure a si mateixos com a membres d'un mateix poble, però separats de la tradicional adhesió a la fe judaica.

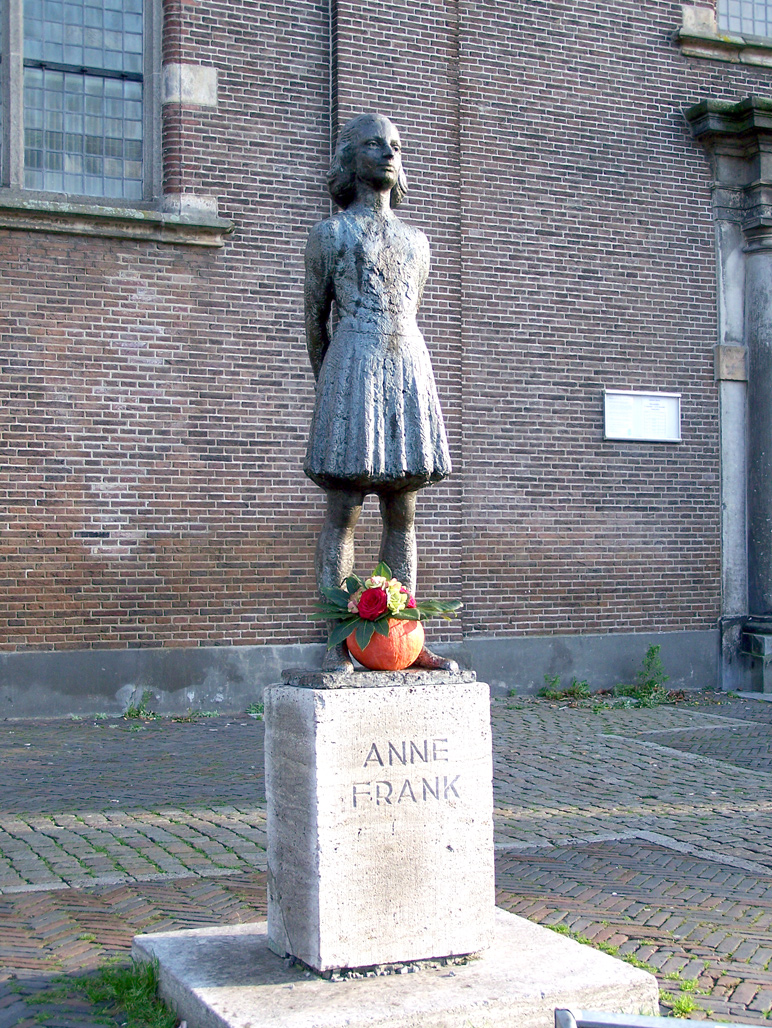
Anna Frank era jueva. El seu diari relata la història de la seva vida a Amsterdam durant la persecució dels jueus de la Segona Guerra Mundial. Va morir a l'Holocaust.

## Identitat jueva
Generalment, l'ús del terme jueu s'utilitza per referir-se a tres grups: els que tenen orígens ètnics jueus, aquells que practiquen el judaisme i aquells que s'identifiquen com a tals per la seva identificació cultural i històrica. L'halacà, la llei jueva, dona una altra definició de la identitat jueva. D'acord amb la legislació jueva, jueu és aquell que: a) és fill de mare jueva (llei que deriva del passatge de Deuteronomi 7:1-5) o b) la persona que es converteix formalment al judaisme sota la supervisió halàjica d'un reconegut Bet Din (tribunal jueu) presidida per tres dayan im (jutges). Aquest procés de conversió està desenvolupat en textos legals jueus, com ara el Talmud, el Xulhan Arukh i les interpretacions de l'ortodòxia rabínica.
Però a més d'aquesta definició ortodoxa hi ha altres definicions, com les dels corrents reformistes, reconstruccionistes i liberals, que afirmen que és jueu aquell que té un pare jueu (en el sentit genèric, és a dir, un pare o una mare). L'humanisme jueu afirma que és jueu "qui se sent jueu" sense importar si té ascendència jueva o si fa una conversió religiosa.

### Per conversió
Si bé el judaisme no fomenta la conversió i al llarg de la història no es coneixen casos on el poble jueu hagi sotmès a un altre per convertir-lo, aquesta està prevista. Per fer-ho cal tenir un estudi ampli sobre la Torà, capacitat per un Moré (Mestre). Els filtres per a la conversió al judaisme, tot i que varien segons les diferents corrents, solen ser molt exigents, ja que es busca per part dels rabins que la conversió sigui sincera i sense motivacions ulteriors.
En el passat hi va haver exemples de conversions en massa al judaisme, com és el cas del poble de Samària, que sense ser descendents de Jacob en un sentit físic van abraçar el judaisme encara que mai van perdre del tot les seves creences i costums, per la qual cosa els jueus de Jerusalem mai els van veure amb total grat. Un altre cas de conversió en massa és la dels genets parts.

### Pèrdua de la condició de jueu
Quant a la pèrdua del judaisme, d'acord amb la llei jueva (Halacà), no hi ha manera de perdre el judaisme. Qui neix jueu o es converteix, no perd la seva condició de jueu fins i tot després de cometre un dels tres pitjors pecats: paganisme, assassinat o aberracions sexuals. Malgrat això la llei jueva va utilitzar una altra arma contra pecadors de major escala: expulsar de la comunitat ("L'herem" o "El Nidui"). El poder de separar de la comunitat es remunta a les primeres èpoques bíbliques, però es va començar a usar en forma sistemàtica durant l'època talmúdica al Segon Temple de Jerusalem, i es va continuar el seu ús durant l'era moderna. Baruch Spinoza, Uriel da Costa són alguns dels jueus més importants que van ser depurats. Marx i Freud van viure una cosa semblant. Cal citar que, d'acord amb la llei jueva, existeixen camins per ser acceptat novament en la comunitat, i això marca el fet que, segons aquesta, no existeix pèrdua de la judeitat.

## Subdivisions actuals dels jueus
El poble jueu no té aspectes morfològics específics. Els jueus són un poble d'origen semita que no es distingeix anatòmicament de la resta de pobles de l'Orient Mitjà (libanesos, àrabs, etc.) ni dels mediterranis en general. En la diàspora els jueus van agafar alguns trets dels pobles on s'havien instal·lat per la qual cosa la diversitat genètica va augmentar.

### Asquenazites
Aixkenaz és el nom donat a Alemanya pels jueus i aixkenazí («alemany») és el nom que rebien els jueus d'Alemanya. Es va usar després per descriure als jueus provinents d'Europa de manera general. El seu idioma és el jiddisch, que és un dialecte germànic amb influència hebrea i eslava. Viuen principalment a Alemanya, Polònia, Ucraïna i Rússia. No són jueus asquenazites els que tenen arrels en els següents països d'Europa: la península Ibèrica i regions d'Itàlia, Grècia, Turquia, els Balcans, Anglaterra, els Països Baixos i França.
Els jueus asquenazites van adoptar les interpretacions de les mitsvot de les escoles rabíniques d'Israel, i els jueus orientals, les de les escoles babilòniques.

### Jueus sefardites
Sefarad és el nom hebreu per a la península Ibèrica (Espanya i Portugal). Sefardí és la paraula per designar els jueus d'Espanya i Portugal. Van fer grans contribucions a la cultura ibèrica, però van ser expulsats per motius religiosos d'Espanya el 1492, per ordre dels Reis Catòlics. Als descendents d'aquests jueus se'ls va seguir anomenant sefardites, sefaradites o sefardites, sense importar en quina part del món hagin nascut. El seu idioma és el judeocastellà o ladí, que és un dialecte del castellà. Molts d'aquests jueus expulsats van acabar acompanyant als conqueridors al Nou Món, instal·lant-se a Mèxic, Sud-amèrica i Puerto Rico.
El 1924 el general Primo de Rivera va concedir la ciutadania espanyola als jueus sefardites per "raons històriques", la qual cosa va salvar moltes vides durant la Segona Guerra Mundial. Un cas molt clar va ser el del cònsol Ángel Sanz Briz, que va salvar a milers de jueus de l'Holocaust a Hongria, dient que els jueus sefardites eren ciutadans espanyols i, per tant, tenien suport total del seu govern, encara que per salvar vides es va fer passar a molts no-sefardites per sefardites.
El 1991 el Museu de l'Holocaust Yad Vashem d'Israel va distingir la seva acció i va reconèixer als seus hereus el títol de "Just entre les Nacions", inscrivint el seu nom en el memorial de l'Holocaust. El 1994 el govern hongarès li va concedir a títol pòstum la Creu de l'Orde del Mèrit de la República Hongaresa. Va ser el primer diplomàtic espanyol que va aparèixer en un segell de correus d'Espanya.

### Jueus mizrahim
Jueus mizrahim és el nom donat a les comunitats jueves que van immigrar dels països de l'Orient Mitjà, notablement del Iemen, l'Iraq i l'Iran. Molts els denominen erròniament sefaradim dins del mateix Israel, encara que res tenen a veure amb la península Ibèrica.
El terme correcte per denominar-los en hebreu és edot hamizraj (comunitats de l'Orient). Prenen la seva interpretació dels preceptes de les escoles rabíniques de Babilònia. Són els jueus del món àrab i iranià.
- Asquenazites: jueus provinents d'Europa oriental, de llengua jiddisch.
- Sefardites: provinents de la península Ibèrica (Sefarad), de llengua catalana, castellana, portuguesa, etc.
- Mizrahim: orientals (de l'Orient Mitjà), de llengua judeo-àrab, persa, etc.
- Qartveli Ebraeli
- Juhurim
- Krymtxaks
- Caraïtes o Karaïm
- Jueus d'Armènia
- Jueus de Kaifeng
- Abayudaya
- Beta Israel
- Casa d'Israel
- Lemba
- Jueus de Rusape
- Bene Israel
- Jueus de Cochin
- Bene Ephraim
- Grups actualment extints: chuts
- Grups conversos recentment: Jueus de San Nicandro, subbotniks, Benai Moixé, jueus de Veracruz.

Vegeu també: jueus mallorquins, xuetes.

## Llengües jueves

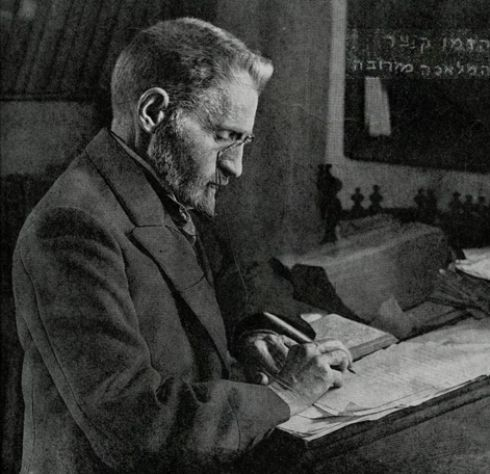
Eliezer Ben Yehuda

Tradicionalment, es coneix com a hebreu la llengua litúrgica del judaisme (també conegut com a lashon ha-kodesh, 'llengua santa'), el llenguatge en què el Tanakh va ser escrit, la parla dels jueus durant segles i, juntament amb l'àrab, és un dels dos idiomes oficials de l'Estat d'Israel.
Tal com el coneixem avui, l'hebreu (o hebreu modern) és fruit de l'obra del lingüista Eliezer Ben Yehuda que va arribar a Palestina el 1881 i va reviure un llenguatge que únicament s'utilitzava en els serveis religiosos jueus, car durant més de setze segles va quedar en desús.
D'altra banda, en la majoria dels casos, allà on s'assentaven en la diàspora, els jueus desenvolupaven un llenguatge propi consistent en la barreja de vocables nadius i hebreus. Així, el ladí dels jueus de la península Ibèrica o el jiddisch dels jueus de l'Europa Central. Altres idiomes menors són el judeo-arameu, judeo-persa o judeo-àrab.

## Població
Abans de la Segona Guerra Mundial la població jueva del món era d'aproximadament 18 milions. L'Holocaust va reduir aquest nombre en uns 6 milions. Avui s'estima que hi ha un nombre aproximat de 15 milions de jueus que habiten 134 països.

### Zones amb població considerable
Les xifres donades a continuació representen estimacions mínimes de la població jueva mundial, un 0,2 per cent de la població mundial total. Les zones urbanes que concentren la major població jueva estan a Israel i als Estats Units.

### Israel
Israel és l'únic país del món on els jueus constitueixen la majoria de la població. Israel es va independitzar del Mandat Britànic de Palestina el 14 de maig de 1948. Des de llavors, la població jueva a Israel ha augmentat en prop d'un milió de persones per dècada, entre immigrants i nascuts israelians, en el que ha suposat un dels canvis poblacionals més importants del poble jueu durant 2.000 anys.
Durant els seixanta anys d'existència d'Israel, han emigrat jueus de diferents països: supervivents de l'Holocaust, jueus sefardites, jueus mizrajís, jueus perses, jueus del Iemen, de l'Índia, jueus etíops, jueus de Sud-àfrica, etc. En la dècada de 1990 prop d'un milió i mig de jueus van arribar a Israel procedents de l'extinta Unió Soviètica.

### Diàspora
Actualment la major comunitat jueva de la diàspora es troba als Estats Units, amb prop de 5,2 milions de jueus. En tota Amèrica hi ha grans comunitats jueves, sent extenses les de l'Argentina, el Brasil, Canadà, Xile i més petites a Colòmbia, Costa Rica, Mèxic, Panamà, el Perú, Uruguai, Veneçuela i altres països.
A l'Europa Occidental la major comunitat jueva es troba a França amb uns 500.000 jueus aproximadament, la majoria d'ells o els seus descendents procedents de països àrabs d'Àfrica del Nord, com Algèria, Marroc o Tunísia. Al Regne Unit hi viuen prop de 265.000 jueus. A l'Europa de l'Est hi habiten al voltant de 400.000 jueus, a Rússia (si bé existeixen dades estimatives més altes) i desenes de milers en països de l'antic Bloc soviètic.
Els països àrabs d'Àfrica del Nord i de l'Orient Mitjà tenien el 1945 una població jueva de prop de 900.000 habitants. Després de la independència d'Israel, la majoria dels jueus d'aquests països, a conseqüència de la persecució a la qual es van veure sotmesos i a causa de factors econòmics i culturals, van emigrar a Israel, Amèrica del Nord i Europa en la dècada dels 1950. Avui en dia, prop de 8.000 jueus segueixen vivint en aquests països, la majoria al Marroc i Tunísia. Cas especial és el de l'Iran, país no àrab però musulmà, que té una població de poc més de 10.000 jueus enfront dels 100.000 que posseïa abans de la revolució islàmica de 1979.

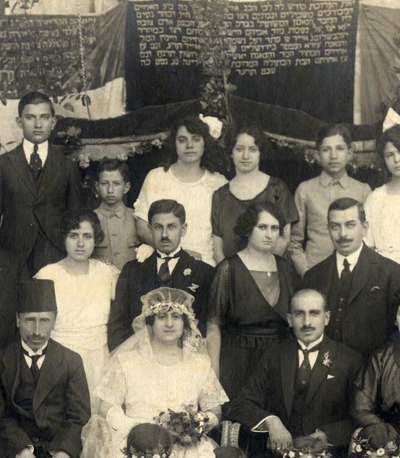
Casament jueu a Alep, Síria (1914)

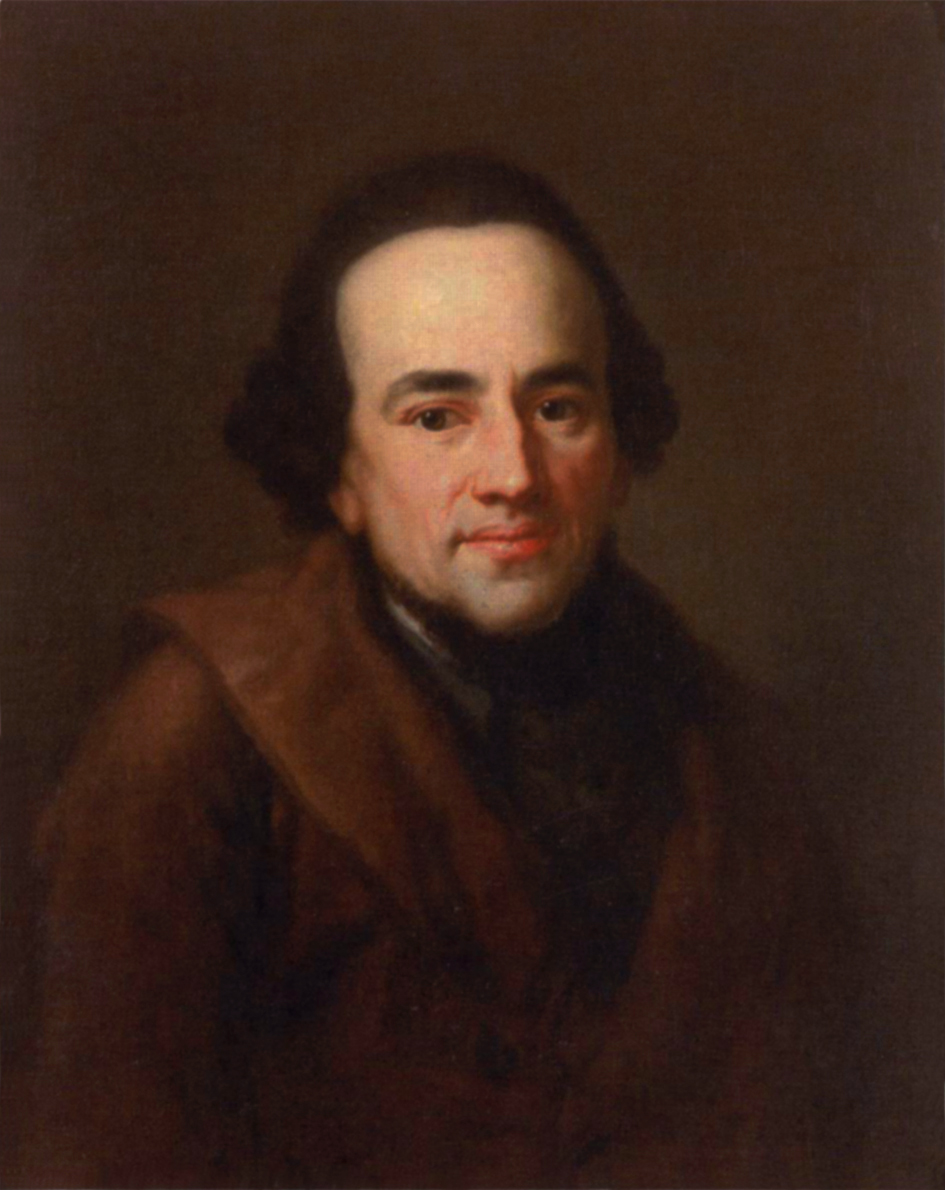
Moses Mendelssohn, fundador de la Haskalà o Il·lustració jueva.

Fora d'Europa, Àsia i Amèrica existeixen comunitats jueves considerables a Austràlia i Sud-àfrica.

### Canvis poblacionals: assimilació
Ja a l'antiga Grècia hi va haver jueus que es van assimilar amb la societat no jueva que els envoltava. Aquesta assimilació, que podia ser per la força o per lliure elecció, consistia, bàsicament, a deixar de practicar el judaisme i rebutjar la identitat jueva. Algunes comunitats jueves (com la de Kaifeng, Xina, han desaparegut completament a causa de l'assimilació. No obstant això, a conseqüència de les persecucions a les quals es van veure sotmesos els jueus durant la major part del mil·lenni passat en què se'ls prohibia integrar-se amb la societat no jueva, l'assimilació no era un fenomen alarmant dins del poble jueu. L'arribada de la Haskalà al segle xviii i la consegüent emancipació dels jueus a Europa i Amèrica al segle següent va canviar la situació, el que va permetre a nombrosos jueus participar i ser part de la societat secular.
Això, juntament amb el naixement de corrents jueus allunyades de l'ortodòxia tradicional, com el reformisme, molt menys exigents quant a la interpretació de la Torà, ha tingut com a resultat un augment considerable de l'assimilació, la principal característica és el matrimoni mixt, és a dir, jueus que han contret matrimoni amb no jueus. Als Estats Units, on resideix la comunitat jueva més nombrosa després d'Israel, hi ha prop d'un 50% de matrimonis mixtos. Ja que, segons la llei jueva, per ser jueu s'ha de tenir mare jueva, la majoria dels fills d'aquests matrimonis deixen de ser jueus. A més, perden tant la idea de pertinença a un col·lectiu concret (jueu) com les tradicions religioses dels seus progenitors. Això provoca un descens considerable en la població jueva. N'hi ha que denominen aquest fenomen com l'"Holocaust blanc".

### Canvis poblacionals: persecucions
Al llarg de la història, nombrosos conqueridors, imperis i nacions han oprimit als jueus o han intentat eliminar-los completament. Els mètodes emprats han anat des de la mera expulsió fins al genocidi. Els exemples més representatius: les persecucions de l'Imperi Romà, les Croades, les expulsions de jueus a Espanya, Portugal, Anglaterra, França, Alemanya i altres països, les massacres de jueus a Ucraïna pels cosacs de Bohdan Chmielnicki, els pogroms a Rússia i, sobretot, l'Holocaust, en què van ser assassinats sis milions de jueus, entre ells un milió i mig de nens. D'acord amb James Carroll, "els jueus representaven el 10% de la població total de l'Imperi Romà (…) avui haurien de ser aproximadament 200 milions".

## Història dels jueus

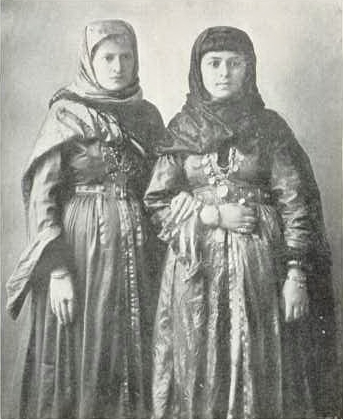
Jueves mizrahim

El llibre bíblic del Gènesi explica que el patriarca Abraham sortí (d'Ur?) per mantenir la pau dins del clan dels Ivrim (Apuru?)i es dirigí cap al nord. Abraham és l'origen del judaisme, però també de l'islam i del cristianisme.
D'aquí en endavant el poble jueu mantindrà, com a principal originalitat ideològica entre la resta de pobles, la contínua intervenció divina en la història humana (hierofania) això inclourà des de la conquesta assíria de Jerusalem, els exilis, les secessions polítiques i fins i tot l'Holocaust.
La diàspora comportà des dels seus inicis més llunyans (ja des dels antics egipcis) l'antisemitisme (terme que es va utilitzar des de la seva creació). Per motius religiosos, era habitual que des de les esglésies es cridés a atacar els calls, i socials (en molts països per exemple, els jueus tenien prohibit el treballar en nombroses feines, permetent-se'ls només treballar com prestadors) implicaven que els jueus despertessin grans animadversions entre la població general que acabaven en successius pogroms o expulsions.

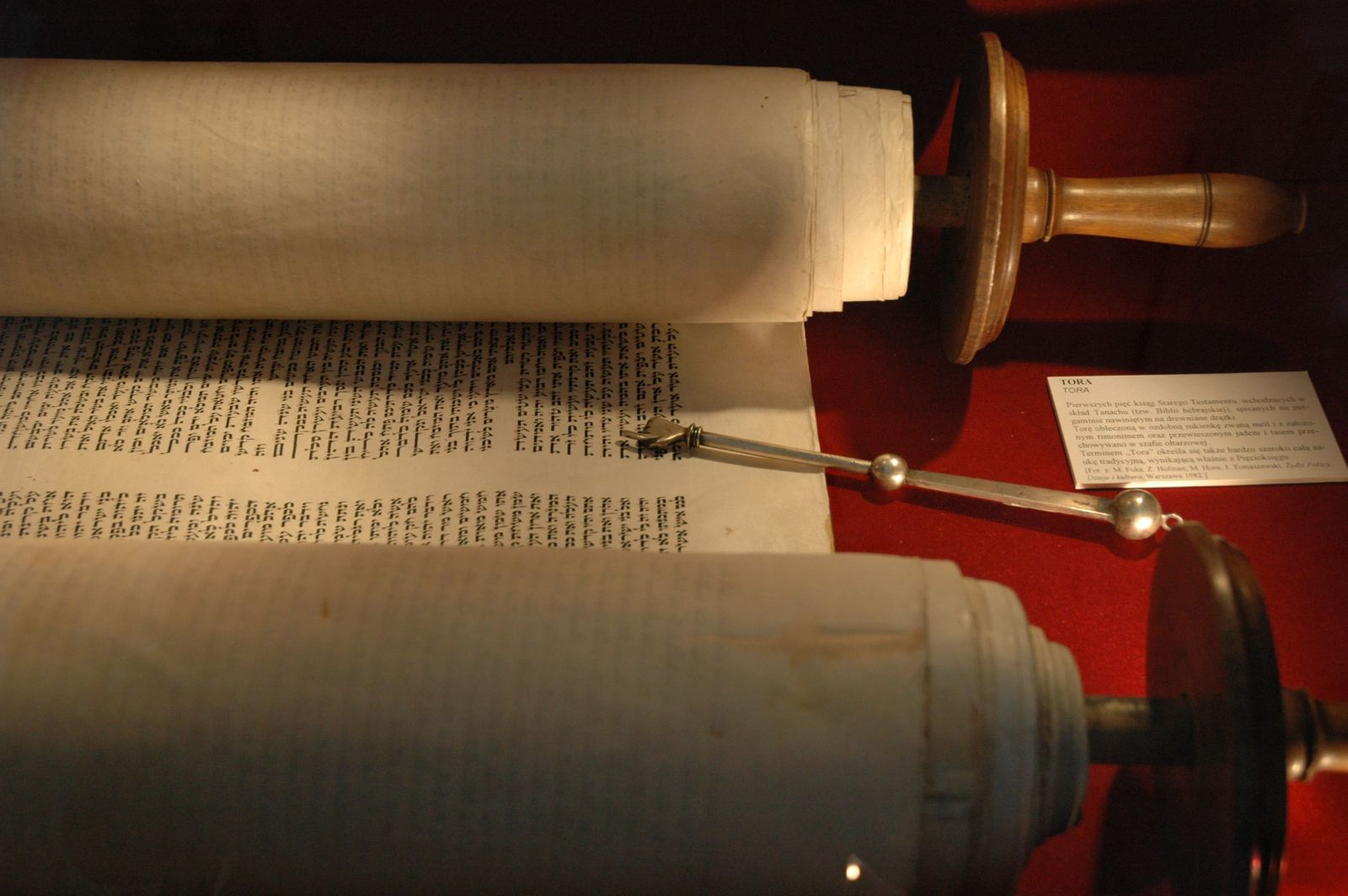
Els rotllos de la Torà, oberts per a la seva lectura en públic a la sinagoga.

La història jueva es remunta a les velles tradicions bíbliques. Quan l'arca de Noè va encallar al mont Ararat, els fills de Noè (Sem, Cam i Jafet) van donar origen, respectivament, als semites del Pròxim Orient, als camites d'Àfrica i als jafetites de la resta del món.
Abraham, pare dels jueus, en rebre de Jahvè l'ordre d'assentar-se en la terra de Canaan, es va posar en camí immediatament, partint de la seva pàtria, Ur, dels caldeus (Mesopotàmia). Abraham, el seu fill Isaac i el seu net Jacob van ser pastors nòmades.
Els seus descendents es van veure empesos per la fam a la terra de Goixen, al delta del riu Nil. Però el faraó d'Egipte, veient que augmentaven incomparablement i es feien poderosos, els va reduir a l'esclavitud. Amb Moisès ungit com a líder i legislador, el poble triat per Déu es va dirigir cap a Canaan, la terra promesa.
La dramàtica marxa des d'Egipte a través del mar Roig i el pelegrinatge de 40 anys pel desert són fites importants en la història de la nació israelita. Els jueus, un cop conquerida la ciutat de Jericó, es van establir a la zona agrícola de Canaan, terra de la qual en la Bíblia es diu que «rajava la llet i la mel».
Un cop establerts a Israel, la terra va ser dividida entre les dotze tribus: Aser, Neftalí, Manassès, Zabuló, Issacar, Gad, Efraïm, Dan, Benjamí, Rubén, Judà i Simeó. Amb el temps es va passar d'una teocràcia a una forma de govern monàrquica, sent els reis més famosos de l'època Saül, David i el seu fill Salomó d'Israel, amb la seva capital a Jerusalem. Després del regnat de Salomó, la nació es va dividir en dos regnes: el regne d'Israel al nord i el regne de Judea al sud. El regne d'Israel va ser conquerit pel rei assiri Sargon II, al final del segle VIII abans de Crist. El regne de Judea va poder continuar durant un segle i mig, fins que l'any 586 abans de Crist va ser conquerit pels babilonis, comandats per Nabucodonosor II. En aquest any es va destruir el primer temple, lloc central de l'activitat religiosa jueva de l'època. Molts dels jueus van ser bandejats d'Israel i van ser portats com esclaus a Babilònia (actual Iraq), la qual cosa constitueix la primera diàspora jueva. Durant l'exili a Babilònia, els jueus escriuen el que es coneix com el "Talmud de Babilònia" (Talmud Bavli), mentre que els jueus encara establerts a Judea escriuen el "Talmud de Jerusalem". Aquests dos manuscrits representen les primeres manifestacions de la Torà en forma escrita, i el Talmud de Babilònia és l'utilitzat actualment per les comunitats jueves. La subsegüent conquesta de Babilònia a mans dels perses va permetre a molts jueus tornar a la seva terra natal després de 70 anys a l'exili babilònic. Es va construir un nou Segon Temple i es van restablir les antigues pràctiques.
La comunitat jueva d'Israel va ser dominada per diversos antics imperis. Els assiris van ser seguits pels babilonis i després pels perses fins a la conquesta per part dels grecs. És en aquesta època (cap al 170 aC) quan esclata una revolució encapçalada per Judes Macabeu ("martell", hasmoneu) que aconsegueix col·locar a tot el territori l'antic Israel novament sota domini jueu. El Regne hasmoneu de Judà va passar finalment a mans dels romans.
És l'any 70 després de Crist quan esclata una nova rebel·lió i és destruït el Segon Temple. Molts habitants jueus són venuts com a esclaus i escampats pels confins de l'Imperi Romà, procés que es coneix com la "diàspora". La història de Masada demostra l'empenta dels soldats jueus de l'època. Nombroses comunitats jueves van florir a l'Imperi Sassànida i a l'Imperi Romà.
A la primerenca edat mitjana el regne dels Khàzars (a l'estepa del Volga) va adoptar el judaisme com la seva religió oficial, però encara es discuteix l'abast d'aquesta conversió entre els pobles subjectes al kan Khàzar.
L'hegemonia del cristianisme a Europa va significar nombroses persecucions contra el poble jueu, les quals van derivar en freqüents i reiterades expulsions. Moltes comunitats van haver de viure en barris segregats anomenats guetos, però també és cert que en altres períodes van gaudir de major tolerància, sense ser mai acceptats del tot.
Durant l'edat mitjana, per més que es busquessin mercaders de professió, no es trobava cap o més aviat es trobaven únicament jueus. Només ells, a partir de l'època carolíngia, practicaven amb regularitat el comerç, a tal punt que, en l'idioma d'aquell temps, les paraules judaeus i mercator eren gairebé sinònims. Uns quants es van establir al sud de França, però la majoria venia dels països musulmans del Mediterrani, des d'on es van traslladar, passant per Espanya, a l'occident i al nord d'Europa. Tots ells eren radhanites, perpetus comerciants viatgers, gràcies als quals es va mantenir el contacte superficial amb les religions orientals.
El comerç a què es van dedicar va ser exclusivament d'espècies i teles precioses, que transportaven treballosament des de Síria, Egipte i l'Imperi Romà d'Orient fins a l'Imperi Carolingi. Els mercaders jueus es dirigien a una clientela molt reduïda. Les utilitats que van realitzar van haver de ser molt importants, però s'ha de considerar que el seu paper econòmic no va arribar a ser transcendental.
En el món musulmà, malgrat alguns episodis de persecució i matances (sobretot en el primer segle d'expansió de l'islam), els jueus van ser tolerats per ser un dels "Pobles del Llibre", a canvi del pagament d'importants tributs i de nombroses restriccions, arribant a ocupar en alguns casos alts llocs en l'administració califal tant a Damasc com a Bagdad i a Còrdova. No obstant això, que fossin tolerats no els va lliurar mai de la seva condició legal de dhimma, la qual cosa els condemnava a nombroses discriminacions i a una situació de submissió.
Els jueus espanyols, coneguts com a sefardites, van ser obligats a la conversió al cristianisme o van ser expulsats el 1492 del Regne de Castella i de la Corona d'Aragó mitjançant l'edicte de Granada. Molts van trobar refugi a l'Imperi Otomà, fins i tot avui en dia viuen en ciutats com Istanbul o Esmirna jueus sefardites que conserven el judeocastellà medieval com la seva llengua.
No va existir un altre Estat jueu a Israel fins al 1948, quan va ser declarada finalment la seva independència.

## Jueus catalans
Els jueus catalans històrics són les poblacions de religió jueva que es varen desenvolupar a l'edat mitjana a Catalunya.
No sé sap quan varen començar a establir-se a Catalunya ni en quina mesura ho varen fer per conversió o per emigració.
La resta jueva més antiga de Catalunya és una pedra del segle IV amb un text trilingüe hebreu, llatí i grec on hi deia Pau sobre Israel i sobre nosaltres i els nostres fills, amén on entre altres dibuixos hi havia un canelobre de set braços. Però no és fins als temps de Carles el Calb que es troba la primera referència directa a un habitant jueu anomenat "Judà" o "Judacot" i que era emissari del rei a Barcelona.
La seva població va augmentar en els segles posteriors i varen establir calls a Girona, Lleida (també anomenat La Cuïrassa), Cervera, Tortosa, Manresa, Tarragona, Perpinyà, Vilafranca del Penedès, l'Arboç. En algunes poblacions hi havia dos calls. A Barcelona hi havia el Call Major o de la Volta i el Call de Sanaüja o de N'Àngela. A Cervera el Call Antic, Vell o Sobirà i el Call Nou o Jussà. Balaguer i Besalú també tingué població jueva.
Els jueus catalans eren considerats propietat directa del rei, de manera que aquests no havien d'estar subjectes als nobles i al sistema feudal que afectava els cristians. D'aquesta forma el rei se'n servia per a cobrar-los impostos especials i obligar-los a fer-li préstecs. La posició de la corona era la d'afavorir la seva existència per tal de tenir algú capaç de desenvolupar les tasques de metge i prestador que eren feines considerades impures pels cristians. Tanmateix, després dels avalots de 1391 calls sencers varen ser destruïts i malgrat els intents mai es va poder recuperar la població jueva de Barcelona. Va ser llavors que la major part de la població jueva de Catalunya va emigrar al Regne d'Aragó, fet que explicaria per què havent-hi hagut una població tan destacada al segle xiv després de l'expulsió final forçada de 1492 no s'ha pogut observar rastres del català en la diàspora.
Els jueus de Catalunya tenien l'obligació de ser identificats amb una rodella distintiva a la roba.

### Catalànic
Els jueus catalans parlaven principalment català. L'hebreu només el feien servir litúrgicament i en escrits cultes per ser entesos per altres comunitats jueves (està documentada una consulta del segle ix dels jueus de la ciutat al mestre Rab Amram, de Babilònia, sobre temes religiosos i legals). No eren araboparlants, però el seu major coneixement va facilitar que fossin contractats com a funcionaris per l'administració catalans tot i que les lleis més restrictives del 1283 en el Recognoverunt proceres els va fer desaparèixer d'aquesta àrea.
Els escrits que han deixat contenien tot sovint traduccions directes de l'hebreu així com tot d'altres paraules típiques també dels altres parlars romànics dominats per jueus. Aquest dialecte social és anomenat judeocatalà.

### Jueus catalans destacats
- Jacob ben David Bonjorn
- Salomó Bonafed
- Salomó de Piera
- Abraham bar Hiyya
- Judà al-Harizí
- Bonastruc ça Porta
- Salomó ben Adret
- Massot Avengenà
- Mossé Natan
- Jafudà Bonsenyor

## Jueus mallorquins
La comunitat jueva de Mallorca es remunta als temps romans; la historiografia mallorquina tradicional ha donat per fet, sense poder documentar-ho, que l'arribada de jueus a l'illa es va produir amb la diàspora posterior a la destrucció del segon Temple de Jerusalem, al segle i, i si bé hi ha indicis d'aquesta presència, els primers vestigis segurs es remunten al segle v: l'epístola del Bisbe Sever de Menorca, l'any 418, en la qual es parla dels vincles de la comunitat jueva menorquina amb Mallorca, l'existència d'un bisbe mallorquí amb el nom hebreu d'Elies l'any 484, i les troballes arqueològiques dels ploms funeraris de ses Fontanelles (Santa Maria), amb inscripcions hebraiques, i d'una llantia amb la representació d'una menorà a Palma constitueixen l'inventari material que acredita la seva presència en aquells moments. Tot i així, de l'anàlisi de la descripció que fa Sever de la comunitat jueva de Menorca, molt nombrosa, ocupant altes dignitats municipals, capaç d'oposar-se enèrgicament a l'església cristiana… es dedueix que només pot correspondre a una comunitat sòlidament assentada des de temps enrere, com també devia passar a Mallorca.
El 1391 una revolta pagesa, dirigida inicialment contra el poder polític i els excessos fiscals, però segurament influïda pels assalts generalitzats a les juderies castellanes i aragoneses del mateix any, acabà amb l'assalt als calls de la ciutat de Mallorca i d'Inca. Molts jueus foren assassinats i espoliats, i finalment una bona part s'exilià o es convertí. Després d'un breu període de decadència el 1435, la resta de la comunitat jueva mallorquina va ser obligada a convertir-se al cristianisme, finalitzant en aquesta data l'existència oficial dels jueus a l'illa. Però, com en molts altres llocs, bona part dels jueus mallorquins varen practicar el criptojudaisme, és a dir, continuaren practicant la seva religió sota aparença cristiana, i s'articularen baix l'organització de la Confraria de Sant Miquel o dels Conversos, posteriorment de Nostra Senyora de Gràcia, com a instrument de cohesió interna, ajuda mútua i resolució de conflictes. D'aquesta comunitat, al segle xvii se'n derivarà la qüestió xueta, amb les condemnes sota acusació de criptojudaisme i el consegüent procés d'estigmatització que va patir aquesta minoria des de llavors i fins a l'actualitat.

### Els xuetes
Els xuetes [ʃu'ətəs], també anomenats xuetons, són un grup social de l'illa de Mallorca, descendents d'una part dels jueus mallorquins conversos al cristianisme i dels quals al llarg de la història s'ha conservat consciència col·lectiva del seu origen per mor de ser portadors d'algun dels cognoms, de llinatge convers, afectat per les condemnes inquisitorials per criptojudaisme al darrer quart del segle xvii, o per estar-hi estretament emparentats. Els xuetes han estat històricament estigmatitzats i segregats, per la qual cosa, i fins a la primera meitat del segle xx, han practicat una estricta endogàmia. Avui dia, entre 18.000 i 20.000 persones a l'illa són portadores d'algun d'aquests cognoms.

## Jueus d'Espanya
Els jueus d'Espanya, també coneguts com a sefardites (de l'hebreu ספרדים Sefaradim, "espanyols") fou una de les més importants comunitats de la diàspora jueva.
Els jueus van constituir en l'Espanya medieval una de les comunitats més pròsperes de la seva història, tant sota el domini musulmà com, posteriorment, en els regnes cristians, abans que en 1492 fossin expulsats pels Reis Catòlics. En l'actualitat només uns pocs milers de jueus viuen a Espanya, però els descendents dels jueus espanyols, els sefardites, constitueixen aproximadament un cinquè de la població jueva mundial.

## Jueus de Mèxic
Els jueus de Mèxic són una comunitat de jueus de Mèxic. Són gentils convertits al judaisme o descendents de jueus conversos tornats al judaisme. La majoria afirmen que descendeixen de jueus conversos. Els primers jueus que van arribar a Mèxic ho van fer d'Espanya, amb Hernán Cortés, el 1519. Dos d'ells, Hernando Alonzo i Gonzalez de Morales van ser acusats de "judaïtzants" i cremats a la foguera, en un Auto de Fe, el 1528. És de notar que la Inquisició a Mèxic encara no es fundava, fet que va passar el 4 de novembre de 1571. Els cripto-jueus provinents del sud d'Espanya, entre ells la família Carbajal, que en ser descoberts per les autoritats de la jerarquia catòlica decideixen immigrar al nord de la Nova Espanya on van fundar la ciutat de Monterrey.

## Jueus d'Armènia
Els jueus d'Armènia o jueus armenis, són un grup ètnic/religios jueu que viuen a Armènia. El seu nombre és de 700 persones aproximadament. Molts jueus es van traslladar a la República Socialista Soviètica d'Armènia on trobaven més tolerància que a la zona de Rússia o Ucraïna. Després de la Segona Guerra Mundial, la població jueva va augmentar aproximadament a uns 5.000. Amb la dissolució de la Unió Soviètica molts han fet alià, a causa de la manca de serveis. En l'actualitat la població jueva del país s'ha reduït a 700, i tot i que és un nombre reduït, tenen una alta taxa de matrimonis. Malgrat el seu relatiu aïllament existeix una gran quantitat d'entusiasme per ajudar la comunitat per fer front a les seves necessitats. Hi ha molts armenis en assenyalar ascendència jueva incloent-hi el campió d'escacs Garri Kaspàrov, l'escriptor de contes Dovlatov Sergei, i l'activista de drets humans Yelena Bonner a l'ex Unió Soviètica. L'esposa de Levon Ter-Petrossian, primer president d'Armènia va confirmar la seva ascendència jueva.

## Jueus de Cochin
Els jueus de Cochin, també anomenat jueus malabar (Malabar Yehuda) són els antics jueus i els seus descendents de l'antic Regne de Cochin, al sud de l'Índia, inclòs l'actual port de la ciutat de Kochi. Es parla tradicionalment judeomalaialam, una forma de la llengua malaialam, originària de l'estat de Kerala, a l'Índia. Diverses rondes d'immigració de la diàspora jueva a Kerala ha donat lloc a una diversitat entre els jueus Cochin (principalment amb els Jueus Paradesi).
[modifica] HistòriaAlgunes fonts diuen que els jueus Cochin van ser els primers que s'assentaren a la costa Malabar en temps del rei Salomó d'Israel, i després que el Regne d'Israel es va dividir en dos. Històricament, part de la disminució de la població jueva de Kerala també es pot atribuir a la conversió.

## Jueus de Rusape
Els jueus de Rusape, localitzats a Zimbàbue són un grup de prop de 4.000 persones que practiquen un judaisme únic. Aquestes persones creuen que són descendents de les tribus perdudes d'Israel, exiliat de la pàtria jueva pels assiris el 722 aC. La seva observança del judaisme en general concorda amb la d'incorporar el judaisme practicat en altres països amb l'excepció d'alguns aspectes clau. Els Rusape, encara que creuen que Jesús no era el Messies, el consideren un profeta. Ells creuen que no va ascendir al cel com s'ensenya en el cristianisme, sinó més aviat fos enterrat a Israel com un home jueu. Per tant, el seu reconeixement com a legítim jueus s'ha vist obstaculitzat, ja que el judaisme no creu en Jesús, en qualsevol context. Els orígens de la comunitat s'atribueixen a un individu conegut com a William S. Crowdy, que va arribar a la comunitat a finals del segle xix o principi de segle xx.
Crowdy era un baptista diaca i era un antic esclau d'Amèrica. Es creu que Crowdy experimentat una revelació en la qual se li va dir que els africans i afroamericans són els descendents de les tribus perdudes d'Israel i que havia d'iniciar el retorn dels pobles negres al judaisme. Es van establir al sud d'Àfrica i va donar instruccions als seus seguidors en les lleis i els costums del judaisme.
Una història més antiga de la comunitat rau en la creença que són descendents de tribus jueves del Iemen, que van travessar Àfrica. Cal assenyalar que els Lemba, un grup que també creuen que són descendents dels antics jueus, creuen que els seus avantpassats també van arribar fins al sud d'Àfrica a través del Iemen. Els rusapes creuen que tots els pobles bantu són descendents de les deu tribus perdudes d'Israel.